# Cyclosa turvo
Cyclosa turvo Levi, 1999 è un ragno appartenente alla famiglia Araneidae.

## Etimologia
Il nome della specie deriva dalla riserva brasiliana Parque Estadual do Turvo, dove sono stati rinvenuti gli esemplari

## Caratteristiche
L'olotipo femminile ha dimensioni: cefalotorace lungo 1,2mm, largo 0,8mm; opistosoma lungo 3,5mm.

## Distribuzione
La specie è stata reperita nel Brasile meridionale, nella riserva Parque Estadual do Turvo, nel comune di Tenente Portela, appartenente allo stato di Rio Grande do Sul.

## Tassonomia
Al 2013 non sono note sottospecie e dal 1999 non sono stati esaminati nuovi esemplari.